# Giusfredi-Bianchi
Inpa-Bianchi (UCI-code ISG) is een Italiaanse voormalige wielerploeg voor vrouwen, die vanaf 2015 tot 2017 deel uitmaakte van het peloton.

## Bekende oud-rensters

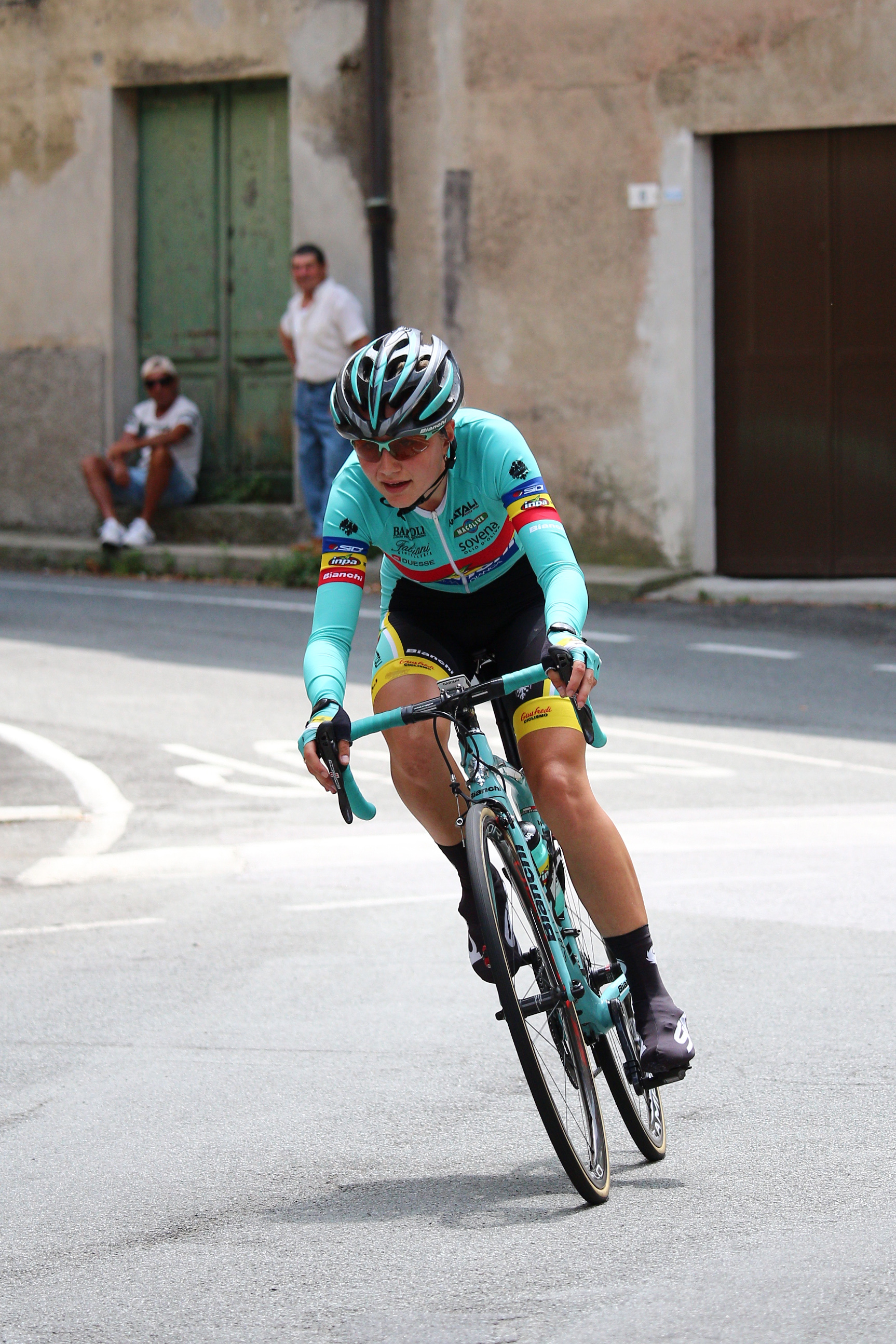
Ana Covrig (tijdrit Giro Rosa 2016)

- Alice Maria Arzuffi (2015)
- Valentina Bastianelli (2015)
- Chiara Perini (2017)
- Rossella Ratto (2015)
- Anna Stricker (2015-2016)
- Anna Trevisi (2015)
- Lara Vieceli (2016)

- Sara Olsson (2016)
- Liisi Rist (2015)
- Omer Shapira (2017)
- Tetyana Ryabchenko (2015-2016)
- Daniela Dumitru (2017)
- Ane Santesteban (2015)
- Daiva Tušlaitė (2015-2016)

## Overwinningen

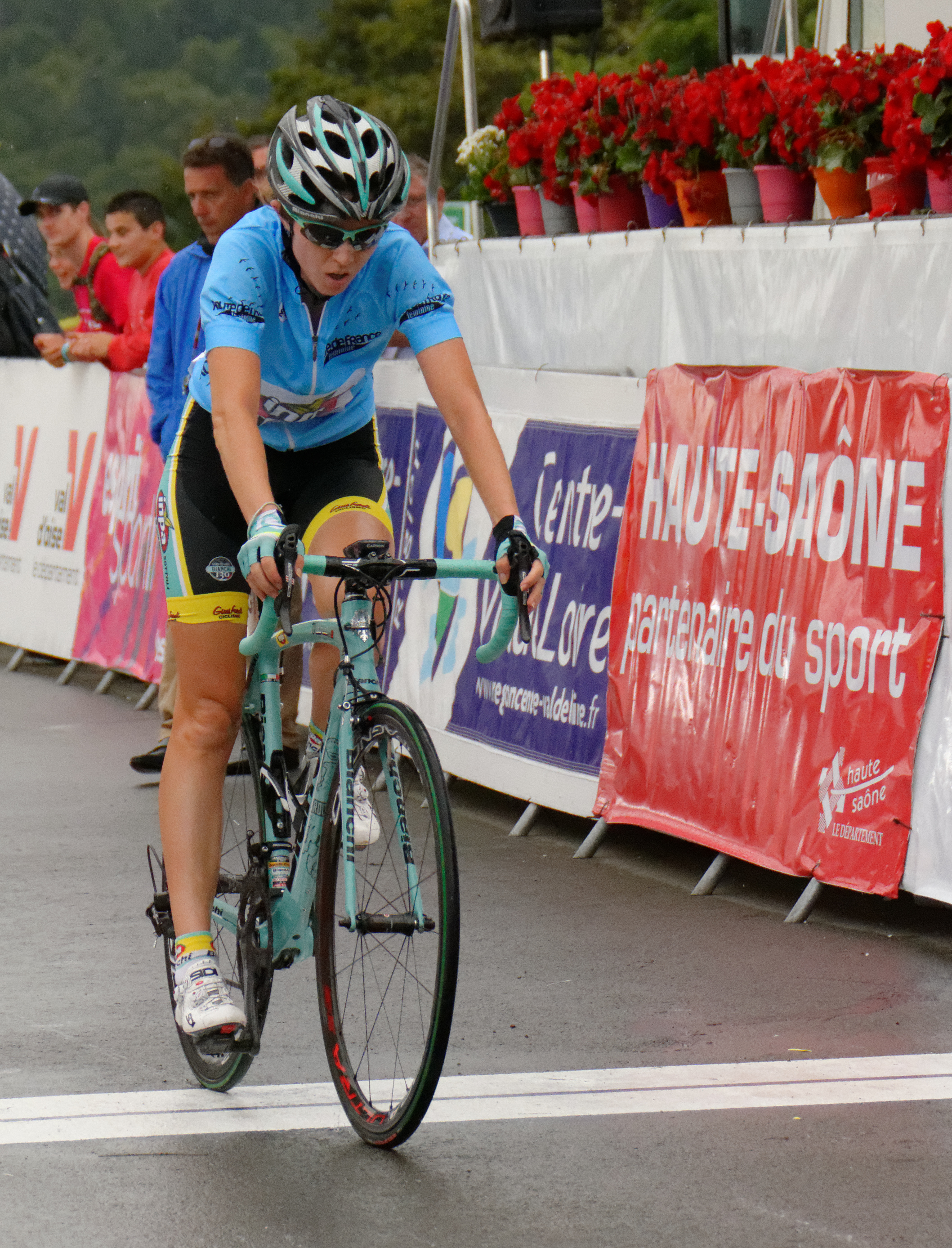
Tetyana Ryabchenko werd 4e op La Planche des Belles Filles in de 5e etappe La Route de France 2015

## Kampioenschappen
2015
 Ests kampioen tijdrijden, Liisi Rist
 Litouws kampioen op de weg, Daiva Tušlaitė
 Oekraïens kampioen op de weg, Tetyana Ryabchenko
2016
 Litouws kampioen op de weg, Daiva Tušlaitė
 Roemeens kampioen op de weg, Ana Maria Covrig
2017
 Israëlisch kampioen op de weg, Omer Shapira